# یروومارتوفسی

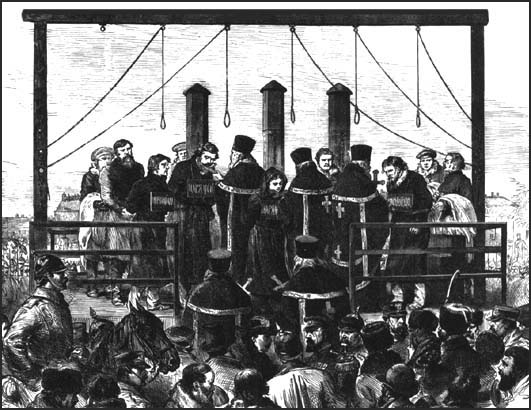
5 دسیسه‌گر که قرار است به دار آویخته شوند.

یروومارتوفسی یا به فارسی اولین راهپیمایان (روسی: Первома́ртовцы؛ یک اصطلاح مرکب می‌باشد که معنای واقعی آن آن ها در ۱ مارس است) انقلابیون روسیه، اعضای نارودنایا ولیا، طراحان و مجریان ترور الکساندر دوم روسیه (۱ مارس ۱۸۸۱) و سوء قصد به جان الکساندر سوم روسیه (۱ مارس ۱۸۸۷، همچنین به عنوان «دومین اول مارس» شناخته می‌شود) بودند.